# La Roussille
 (octobre 2016).
La Roussille est un lieu-dit du Marais poitevin, connu pour son écluse, sa chaussée, son moulin et son auberge. L'écluse a été créée en 1394 par le duc Jean de Berry, comte du Poitou. Elle est la plus importante des huit écluses de Niort à Marans et l'une des premières écluses à sas de France. Elle a dû être restaurée à plusieurs reprises. L'écluse telle qu'on la voit a été rénovée à la fin du XIXe siècle.